# Mario Civelli
Mario Civelli (Roma, 21 de dezembro de 1923 — São Paulo, 10 de novembro de 1993) foi um cineasta italiano radicado no Brasil, fundador da empresa cinematográfica Multifilmes, responsável pela produção do primeiro filme brasileiro em cores.

## Biografia
Mario Civelli nasceu em uma família de figuras políticas e militares de renome durante o período fascista italiano e participou de diversas experiências cinematográficas anteriores à sua chegada ao Brasil. Durante a campanha das forças aliadas na Itália, trabalhou para a 5ª Armada Americana, do Departamento de Guerra Psicológica. Foi 1º assistente do Capitão Peter  Praud - responsável por documentários e cinejornais de propaganda ideológica - e depois assumiu provisoriamente a direção de produção quando da doença do mesmo.
Em 1946 chega em São Paulo com o intuito de fazer o levantamento da produção do filme Anita Garibaldi, e convida sua irmã Carla Civelli para residir e trabalhar com ele, sendo ela a responsável pela montagem do cenário dos filmes Luar do Sertão (1949) e Presença de Anita (1951) e pela direção do filme É Um Caso de Polícia (1959). 

## Obras
Obras de que foi produtor: 
- 1949: Luar do Sertão
- 1953: Destino em Apuros
- 1953: O Craque
- 1953: O Homem dos Papagaios
- 1953: Fatalidade
- 1953: Uma Vida para Dois
- 1954: Chamas no Cafezal
- 1954: A Sogra
- 1956: O Grande Desconhecido
- 1959: Rastros na Selva
- 1959: Cidade Ameaçada
- 1959: É um Caso de Polícia
- 1961: Bruma Seca
- 1964: À Meia-Noite Levarei Sua Alma
- 1964: Barravento
- 1967: O Caso dos Irmãos Naves
- 1968: O Gigante